# Ferdinand Raiman
Ferdinand Raiman (7. srpna 1880 Vídeň – 2. prosince 1929 Kutná Hora) byl český a československý politik, meziválečný starosta Kutné Hory a senátor Národního shromáždění za Československou stranu národně socialistickou.

## Biografie
Byl majitelem klempířského závodu v Kutné Hoře. V letech 1920–1929 byl starostou Kutné Hory.
V parlamentních volbách v roce 1929 získal senátorské křeslo v Národním shromáždění. Zemřel ale ještě před složením poslaneckého slibu. Místo něj pak nastoupil Julius Komrs.